# Territoire des Bwaba
 (mars 2022).
La mise en forme du texte ne suit pas les recommandations de Wikipédia : il faut le « wikifier ».
Les points d'amélioration suivants sont les cas les plus fréquents. Le détail des points à revoir est peut-être précisé sur la page de discussion.
- Les titres sont pré-formatés par le logiciel. Ils ne sont ni en capitales, ni en gras.
- Le texte ne doit pas être écrit en capitales (les noms de famille non plus), ni en gras, ni en italique, ni en « petit »…
- Le gras n'est utilisé que pour surligner le titre de l'article dans l'introduction, une seule fois.
- L'italique est rarement utilisé : mots en langue étrangère, titres d'œuvres, noms de bateaux, etc.
- Les citations ne sont pas en italique mais en corps de texte normal. Elles sont entourées par des guillemets français : « et ».
- Les listes à puces sont à éviter, des paragraphes rédigés étant largement préférés. Les tableaux sont à réserver à la présentation de données structurées (résultats, etc.).
- Les appels de note de bas de page (petits chiffres en exposant, introduits par l'outil «  Source ») sont à placer entre la fin de phrase et le point final[comme ça].
- Les liens internes (vers d'autres articles de Wikipédia) sont à choisir avec parcimonie. Créez des liens vers des articles approfondissant le sujet. Les termes génériques sans rapport avec le sujet sont à éviter, ainsi que les répétitions de liens vers un même terme.
- Les liens externes sont à placer uniquement dans une section « Liens externes », à la fin de l'article. Ces liens sont à choisir avec parcimonie suivant les règles définies. Si un lien sert de source à l'article, son insertion dans le texte est à faire par les notes de bas de page.
- La présentation des références doit suivre les conventions bibliographiques. Il est recommandé d'utiliser les modèles {{Ouvrage}}, {{Chapitre}}, {{Article}}, {{Lien web}} et/ou {{Bibliographie}}. Le mode d'édition visuel peut mettre en forme automatiquement les références.
- Insérer une infobox (cadre d'informations à droite) n'est pas obligatoire pour parachever la mise en page.

Pour une aide détaillée, merci de consulter Aide:Wikification.
Si vous pensez que ces points ont été résolus, vous pouvez retirer ce bandeau et améliorer la mise en forme d'un autre article.
 (novembre 2022).
Le Bwatun ou le territoire Bwa ou Territoire des Bwaba ou territoire boo est l'espace occupé par le peuple de l'ethnie Bwaba qui est aujourd'hui à cheval entre deux pays, le Mali, particulièrement dans les Régions de Segou et de Sikasso et le Burkina Faso, dans les Régions de la Boucle du Mouhoun et des Hauts-Bassins. Avec le découpage de l'Afrique au temps colonial, les villes habitées par les Bwaba se retrouvent partagées entre le Mali et le Burkina Faso.

## L'histoire du Bwatun
Le Bwatun est situé au nord-ouest du Burkina Faso et le sud-est du Mali . L'histoire retient du Bwatun qu'il est organisé en villages indépendants avec absence d'organisation politique . Le peuple Bwa aurait mené plusieurs combats contre d'autres peuples au sujet de l'occupation de leur espace et de la restriction de leurs libertés. À ce titre, des références indiquent des batailles contre les Bambara de Ségou et les Peulhs, sans oublier la révolte historique contre le colonisateur français,,.

## Les villes du Bwatun[9]
On dénombre plusieurs villes bwaba ou encore majoritairement habitées par le Bwaba au Mali et au Burkina Faso. Au Mali, les grandes villes bwaba sont Bénéna, Diora, Fangasso, Koula, Lanfiala, Mafouné, Mandiakuy, Ouan, Sanékuy, Timissa, Tominian, Yasso, et Yorosso. Au Burkina Faso, il y a les villes de Bomborokuy, Boromo, Bondokuy, Dédougou, Djibasso, Doumbala, Houndé, Sanaba, Solenzo.

### Les grandes villes bwaba au Burkina Faso

#### Dédougou
Dédougou est le chef-lieu de la Région de la Boucle du Mouhoun du Burkina Faso

#### Solenzo
Solenzo est le chef-lieu de la Province des Banwas.

#### Boromo
Boromo est le chef-lieu de la Province des Balés.

#### Houndé
Houndé est le chef-lieu de la Province du Tuy.